# Cheiropyge
Cheiropyge – rodzaj stawonogów z wymarłej gromady trylobitów, z rzędu Proetida.
Żył w okresie permu (sakmar - wucziaping).